# St. Peter und Paul (Oberneuhausen)

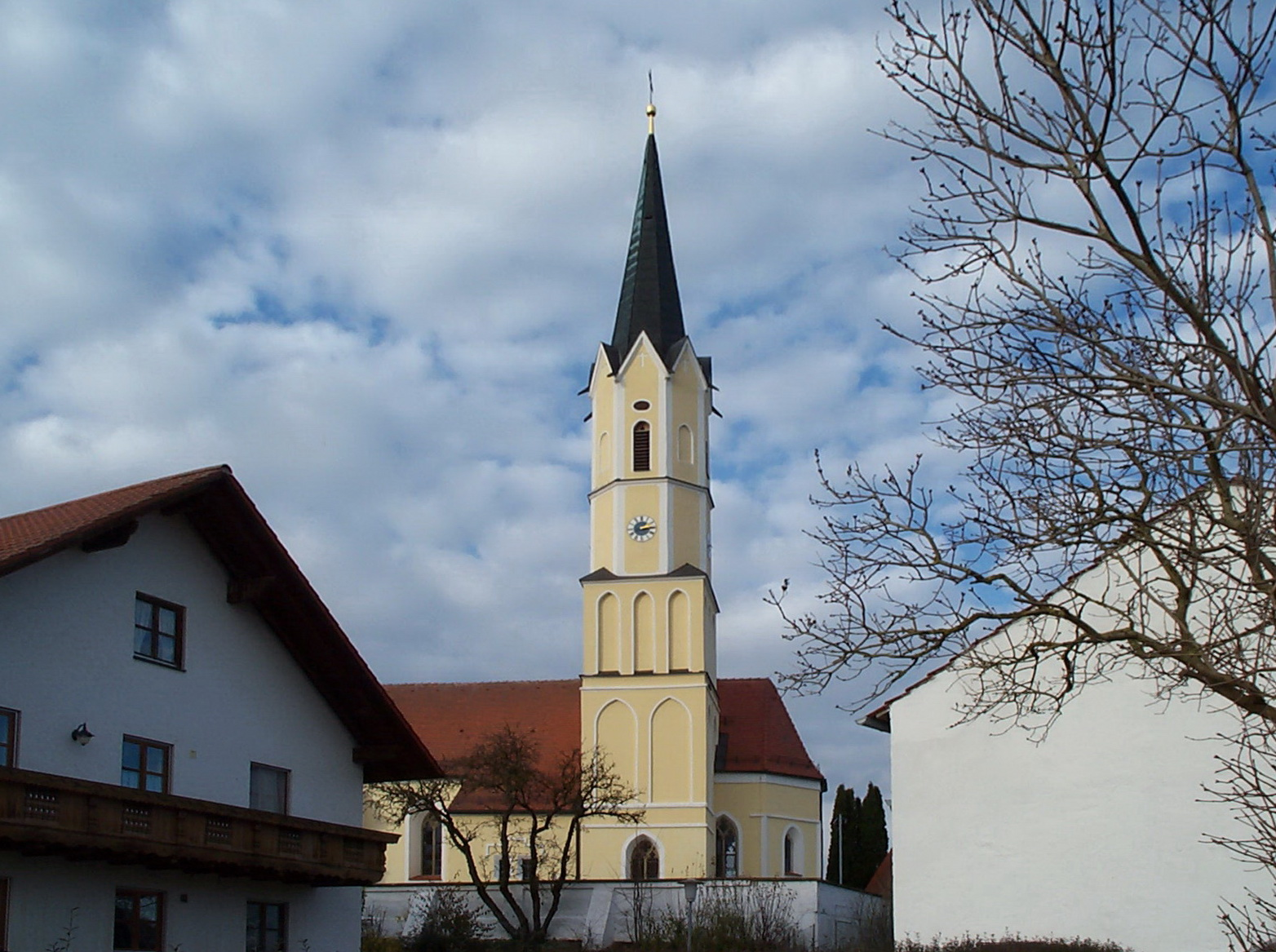
Außenansicht der Filialkirche St. Peter und Paul

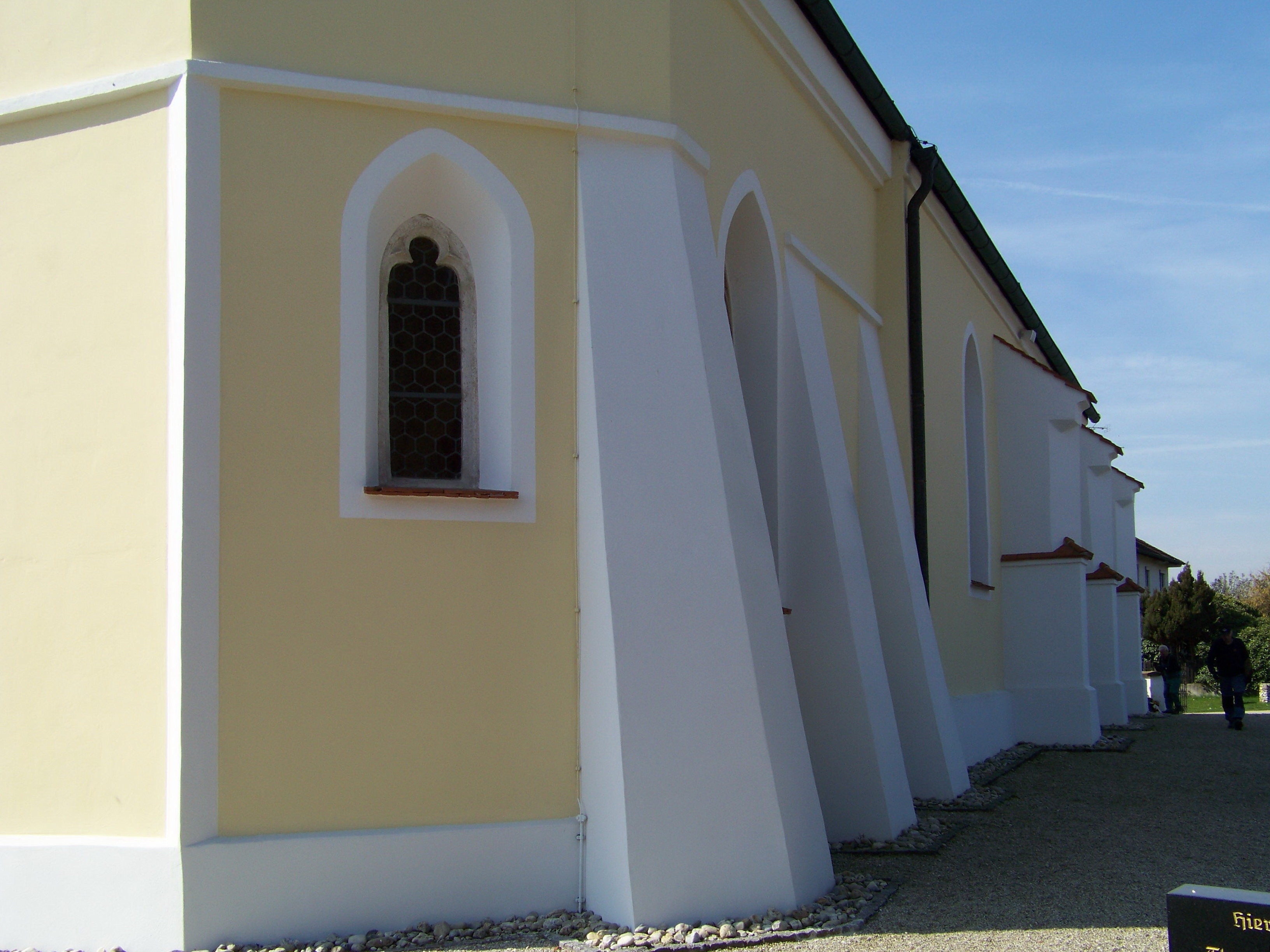
Strebewerk an Chor und Langhaus

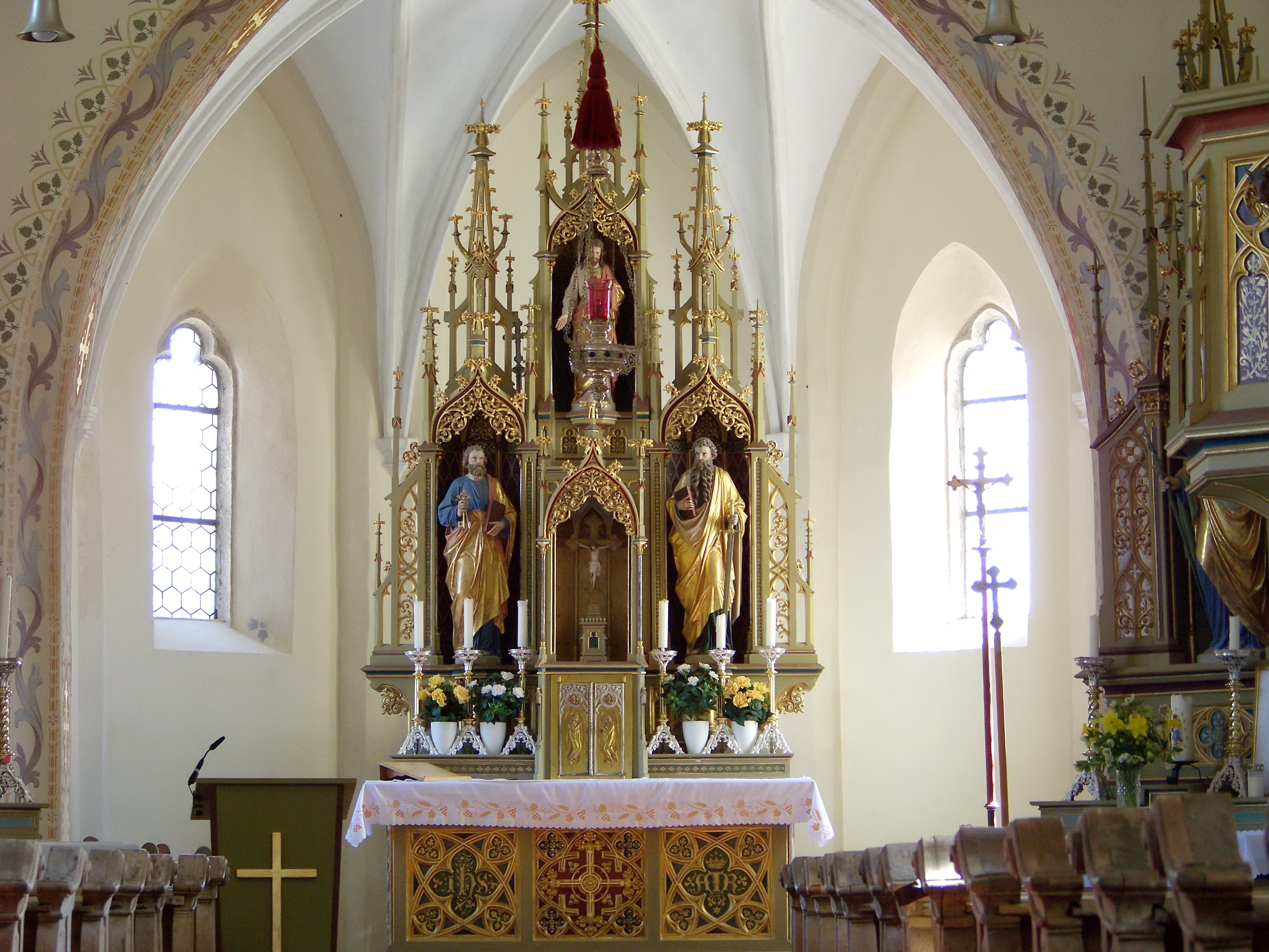
Chorraum mit neugotischem Hochaltar

Die römisch-katholische Filialkirche St. Peter und Paul in Oberneuhausen, einem Ortsteil der Gemeinde Weihmichl im niederbayerischen Landkreis Landshut, war eine ursprünglich romanische Kirche, die im Zeitalter von Spätgotik, Barock und Neugotik jeweils durchgreifende bauliche Veränderungen erfahren hat. Nichtsdestoweniger ist sie als Baudenkmal mit der Nummer D-2-74-187-9 beim Bayerischen Landesamt für Denkmalpflege eingetragen.

## Geschichte
Auf einer leichten Anhöhe am Oberlauf der Pfettrach gelegen, rühren die ältesten Teile der Bausubstanz von einer Wehrkirche aus dem Zeitalter der Romanik her, was an dem bis zu 1,45 Meter starken Mauerwerk des Langhauses ablesbar ist. Der spätgotische Chor entstand vermutlich in der zweiten Hälfte des 15. Jahrhunderts und dürfte – wie viele Kirchen in der Region – auf die Landshuter Bauhütte zurückgehen. In der Barockzeit wurde im Langhaus ein flaches Tonnengewölbe eingezogen; auch wurden die Fensteröffnungen vergrößert. Im 19. Jahrhundert erfolgte dann eine Erweiterung des Kirchenschiffs nach Westen, gefolgt von der Regotisierung des Baus. So brachte man im Jahr 1867 zwei Altäre aus der Pfarrkirche Obersüßbach nach Oberneuhausen; diese wurden aber bereits um 1890 durch neugotische Altäre der Kunstanstalt Riesenhuber aus München ersetzt.

## Beschreibung
Die nach Osten ausgerichtete Saalkirche umfasst ein dreijochiges Langhaus sowie einen eingezogenen, zweijochigen Chorraum mit dreiseitigem Schluss, der an die ebenfalls spätgotische Frauenkirche in Altdorf erinnert. Langhaus und Chor sind unter einem gemeinsamen Satteldach vereinigt. Die Außenmauern werden durch mächtige Strebepfeiler und spitzbogige Fensteröffnungen gegliedert. Auf der Westseite des Langhauses ist eine stattliche Vorhalle über rechteckigem Grundriss angebaut. An die Südseite des Chores schmiegen sich Turm und Sakristei. Der markante, insgesamt fünfgeschossige Turm besteht aus einem dreigeschossigen, nahezu quadratischen Unterbau mit spitzen Blendbögen und einem zweigeschossigen Achteckaufsatz, der den Glockenstuhl enthält. Den oberen Abschluss bildet ein neugotischer Spitzhelm, der aus acht kleinen Dreiecksgiebeln entspringt.
Während das Langhaus im Inneren von einer barocken Flachtonne überspannt wird, hat man im Chor das gotische Sternrippengewölbe beibehalten. Der markante, da asymmetrische Chorbogen läuft oben spitz zu und ist von Schablonenmalereien umgeben, die freigelegten Wandmalereien früherer Epochen nachempfunden wurden. Die drei Altäre der Kirche sind neugotisch. Der von drei Fialen bekrönte Hochaltar zeigt Figuren der Apostel Petrus (links) und Paulus (rechts), darüber eine Herz-Jesu-Figur. Die Seitenaltäre zieren Figuren der Gottesmutter Maria (links) und des heiligen Josef (rechts), die beide im Nazarenerstil gehalten sind. Auch das Bild des Petrus im Felsen ist in diesem Stil ausgeführt. Erwähnenswert ist auch ein qualitätvoll geschnitzter Sakristeischrank im Rokokostil.

## Ausstattung
Die Ausstattung ist in großen Teilen einheitlich neugotisch. Der Hochaltar und die beiden Seitenaltäre wurden beispielsweise 1890 von der Kunstanstalt Riesenhuber aus München geschaffen.

### Orgel

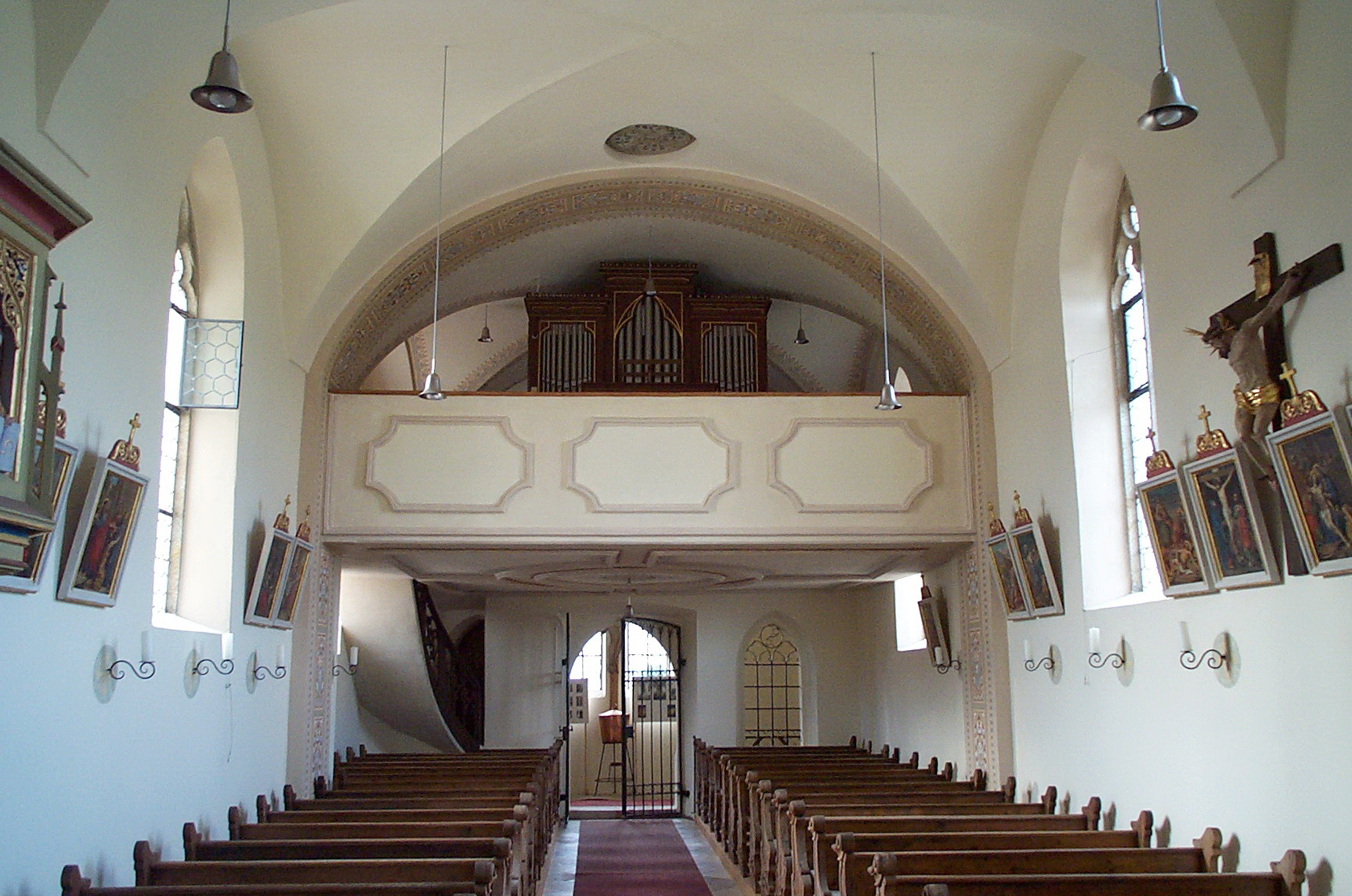
Langhaus mit Orgel

Die Orgel mit sieben Registern auf einem Manual und Pedal stammt von Willibald Siemann und wurde im Jahr 1901 erbaut. Sie hat pneumatische Kegelladen. Die Disposition lautet wie folgt:
| Manual C–f3 |            |    |
| 1.          | Principal  | 8′ |
| 2.          | Gamba      | 8′ |
| 3.          | Salicional | 8′ |
| 4.          | Octav      | 4′ |
| 5.          | Flöte      | 4′ |

| Pedal C–d1 |          |     |
| 6.         | Subbaß   | 16′ |
| 7.         | Octavbaß | 8′  |

- Koppeln: I/P, Super I/P
- Spielhilfe: Tutti

Sie ersetzte ein Instrument des Orgelbauers Josef Mühlbauer junior aus Train aus dem Jahr 1846. Dieses umfasste sechs Register auf einem Manual und einem fest angekoppelten Pedal. Es hatte mechanische Schleifladen. Die Disposition lautete wie folgt:
| I Manual C–f3 |            |       |
| 1.            | Copula     | 8′    |
| 2.            | Salicional | 8′    |
| 3.            | Principal  | 4′    |
| 4.            | Flöte      | 4′    |
| 5.            | Mixtur II  | 1 ⁄3′ |

| Pedal C–f1 |     |    |
| 6.         | Baß | 8′ |